# ورزشگاه رضازاده
ورزشگاه رضازاده یکی از سالن‌های ورزشی سرپوشیده ایران است که با گنجایش ۶۰۰۰ نفر در شهر اردبیل احداث و در سال ۱۳۸۶ به بهره‌برداری رسیده است. نام گذاری این ورزشگاه به افتخار حسین رضازاده قهرمان اردبیلی رشته وزنه‌برداری که سابقه قهرمانی جهان و المپیک را در کارنامه خود دارد، صورت پذیرفته است. هفته چهارم، گروه پانزدهم لیگ ملت‌های والیبال مردان ۲۰۱۹ خرداد و تیر ماه سال ۱۳۹۸ به میزبانی اردبیل در این سالن برگزار شد که در این رقابت تیم‌های استرالیا، فرانسه و پرتغال شرکت کردند.

## میزبانی‌ها
- والیبال قهرمانی 
مردان زیر ۲۳ سال آسیا ۲۰۱۷[۱]
- انتخابی والیبال قهرمانی مردان جهان ۲۰۱۸ (آسیا)
- جام باشگاه های کشتی فرنگی جهان ۲۰۱۸
- دور مقدماتی لیگ ملت‌های والیبال مردان ۲۰۱۹

## نگارخانه

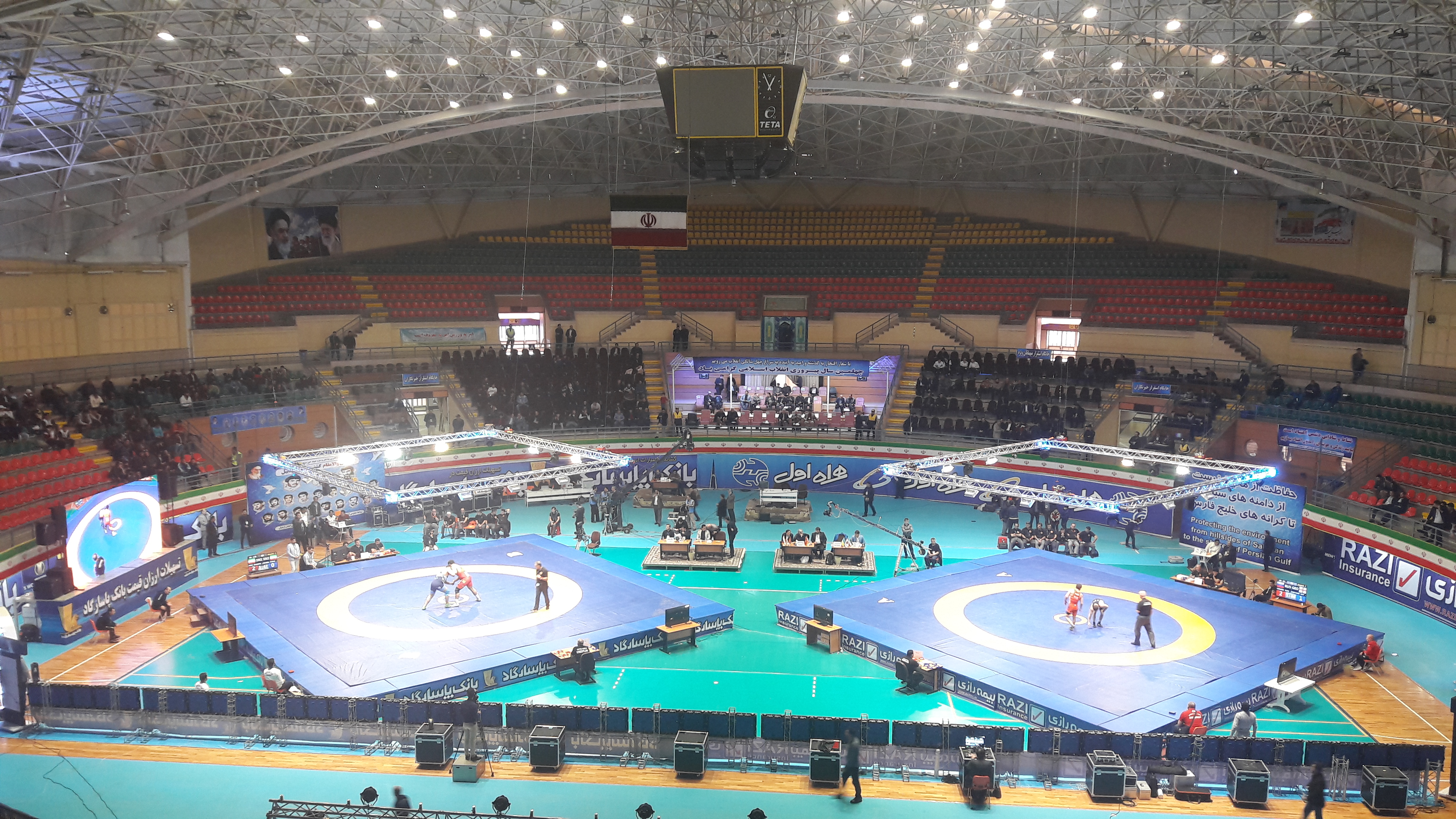
جام باشگاه های کشتی فرنگی جهان ۲۰۱۸